# Лишка, Курт
Курт Пауль Вернер Лишка (нем. Kurt Paul Werner Lischka; 16 августа 1909, Бреслау, Германская империя — 5 апреля 1989, Брюль, ФРГ) — немецкий юрист, оберштурмбаннфюрер СС, заместитель командира полиции безопасности и СД в оккупированной Франции, начальник отделения гестапо в Кёльне.

## Биография
Курт Лишка родился 16 августа 1909 года в семье банковского служащего. Посещал школу в Бреслау и в 1927 году сдал экзамены на аттестат зрелости. Впоследствии изучал право и политические науки в Берлине. В октябре 1930 года сдал первый государственный экзамен. В апреле 1934 года сдал второй государственный экзамен. Лишка работал в различных окружных и земельных судах. В 1933 году получил докторскую степень по праву.
1 июня 1933 года был зачислен в ряды СС (№ 195590). 1 сентября 1935 года поступил на службу в отделение гестапо в Берлине, где занимался церковными вопросами. 1 мая 1937 года вступил в НСДАП (билет № 4583185). В начале 1938 года возглавил отдел IV B (еврейский вопрос). 11 сентября 1938 года ему было присвоено звание штурмбаннфюрера СС. В конце 1938 года возглавил управление по еврейской эмиграции в Берлине. С января по август 1940 года был начальником гестапо в Кёльне.
В ноябре 1940 года был переведён в ведомство командира полиции безопасности и СД в Париже, где стал начальником управления II (организация, администрация) и заместителем Гельмута Кнохена. Вместе с ним Лишка отвечал за депортацию 73 000 евреев через пересылочной лагерь Дранси в концлагерь Освенцим. Лишка превратил штаб-квартиру гестапо в Париже в эффективный инструмент террора, который боролся с французским сопротивлением путем репрессий и расстрела в общей сложности 29 000 заложников. 20 апреля 1942 года стал оберштурмбаннфюрером СС. С 15 января по 10 сентября 1943 года занимал должность командира полиции безопасности и СД в Париже.
10 сентября 1943 года был отозван из Парижа в Берлин в Главное управление имперской безопасности (РСХА). Против него было возбуждено уголовное дело по факту получения взятки. Согласно письму от 4 февраля 1944 года следователя из гестапо в Потсдаме к рейхсфюреру СС, парижское отделение Лишки, как утверждается, вмешалось в уголовное налоговое разбирательство против гражданина Франции со стороны французских властей и само завладело конфискованными золотыми часами. 27 июня 1944 года 21-й суд СС и полиции в Париже оправдал Лишку.
С ноября 1943 года отвечал за репрессии в протекторате Богемия и Моравия в отделе IV D 1 РСХА. В 1944 году состоял в «специальной комиссии 20 июля 1944 года», где отвечал за проведение допросов. В апреле 1945 года ведомство Лишки было эвакуировано и 3 мая 1945 года расформировано.
После окончания войны Лишка сначала оставался в Санкт-Петер-Ординге, где скрывался под чужим именем и работал в сельском хозяйстве. 10 декабря 1945 года был арестован британцами и интернирован в британских и французских лагерях. 2 мая 1947 года был экстрадирован в Чехословакию и там интернирован. 22 августа 1950 года вернулся в ФРГ, в Чехословакии против него не было возбуждено никакого дела. 18 сентября 1950 года военный трибунал в Париже заочно приговорил его к пожизненному каторжному труду. 20 ноября 1950 года в ходе процедуры денацификации прокуратуры Билефельда был оправдан.
С 1950 года был торговым представителем компании по оптовой торговли зерна в Кёльне. В 1957 году стал уполномоченным должностным лицом этой фирмы. В 1975 году вышел на пенсию.
В 1971 году его выследила Беата Кларсфельд в Кёльне, она спланировала его похищение во Францию, за что Серж и Беата Кларсфельд были приговорены к двум месяцам заключения.
23 октября 1979 года в земельным суде Кёльна начался судебный процесс, в ходе которого впервые было доказано, что он и его другие обвиняемые лично знали о целях и задачах французской депортации евреев. 11 февраля 1980 года был приговорён к 10 годам лишения свободы. Отбывал наказание в тюрьме Бохума. В 1985 году был освобождён досрочно. Вместе со своей женой жил в доме для престарелых в Брюле, где и умер в 1989 году.